# Marijo svibnja kraljice (smotra)
Baranjska smotra crkvenog pučkog pjevanja "Marijo svibnja kraljice" održava se od 2002. godine svakog svibnja u crkvi sv. Petra i Pavla pokraj Topolja u Baranji.
Prema propozicijama koje su važile 2005. godine na smotri svaka pjevačka skupina pjeva dvije crkvene pjesme, od kojih je jedna  marijanska. Sve pjesme se izvode u pravilu a capella (bez instrumentalne pratnje). Skupina može biti muška, ženska ili mješovita, a u svom sastavu može imati najmanje 6, a najviše 12 članova. Ukupna dužina programa može biti najviše 7 minuta. Pjevačke skupine pjevaju odjevene u narodnu nošnju svog mjesta. Na kraju smotre sve skupine pjevaju "Marijo svibnja kraljice" i "Zdravo djevo".
Sudionici dosadašnjih smotri:

## 2002.
- Prva baranjska smotra crkvenog pučkog pjevanja (26. svibnja 2002. godine)

1. Mješovita skupina Hrvatskog kulturnog društva "Izvor", Donja Motičina
2. Ženska pjevačka skupina Ižipkinje, Topolje
3. Crkveni zbor svetog Lovre, Sonta (Bačka) - ženska skupina
4. Zbor crkve svetog Valentina, Batina
5. Pjevački zbor Gospe bapske, Bapska - mješovita skupina
6. Mješovita pjevačka skupina Draž
7. Ženska pjevačka skupina srkve sv. Nikole, Budrovci
8. Ženski pjevački zbor svetog Lovre, Baranjsko Petrovo Selo
9. Ženski zbor Semarkuše, Mađarska
10. Pučka pjevačka skupina Snaše, Klakar

## 2003.
- Druga baranjska smotra crkvenog pučkog pjevanja (25. svibnja 2003. godine)

1. Ženska pjevačka skupina Ižipkinje, Topolje
2. Ženska pjevačka skupina KUD-a "Seljačka sloga" Gajić
3. Ženska pjevačka skupina crkve svetog Valentina, Batina
4. Ženski pjevački zbor svetog Lovre, Baranjsko Petrovo Selo
5. Pjevačka mješovita skupina Župe svetoh Mihaela, Lovas
6. Katolička pjevačka skupina Santovo, Mađarska
7. Ženska pjevačka skupina KUD-a "Vesela Šokadija", Koritna
8. Hor svetog Mihovila - KPD "Silvije Strahimir Kranjčević", Bački Breg (Bačka)
9. Ženska pjevačka skupina KUD-a "Tomislav", Donji Andrijevci

## 2004.
- Druga baranjska smotra crkvenog pučkog pjevanja (25. svibnja 2004. godine)

1. Župni pjevački zbor svetog Lovre, Baranjsko Petrovo Selo
2. Pjevačka skupina KUD-a "Seljačka sloga" Gajić
3. Crkveni zbor svetog Valentina, Batina
4. Srkveni zbor Župe Draž, Draž
5. Muška pjevačka skupina Ižipci, Topolje
6. Mješovita pjevačka skupina Hrvatskog kulturnog društva "Vukojevci", Vukojevci
7. Mješoviti pjevački zbor Ladislava Matušeka, Kukinj, Mađarska
8. Ženska pjevačka skupina "Vezenke", Otok
9. Pjevačka skupina HKPD "Matija Gubec", Tavankut
10. Ženska pjevačka skupina KUD-a Vranovci - Bukovlje